# Hamr na Jezeře
Pour les articles homonymes, voir Hamr.
Hamr na Jezeře (en allemand : Hammer am See) est une commune du district de Česká Lípa, dans la région de Liberec, en Tchéquie. Sa population s'élevait à 434 habitants en 2021.

## Géographie
Hamr na Jezeře se trouve à 22 km à l'est-nord-est de Česká Lípa, à 17 km au sud-ouest de Liberec et à 76 km au nord-nord-est de Prague.
La commune est limitée par Křižany au nord, par Osečná à l'est, par Ralsko au sud, et par Stráž pod Ralskem et Dubnice à l'ouest.

## Histoire
La première mention écrite de la localité date de 1322.

## Administration
La commune se compose de trois quartiers :
- Hamr na Jezeře
- Břevniště
- Útěchovice

## Transports
Par la route, Hamr na Jezeře se trouve à 4 km de Stráž pod Ralskem, à 12 km de Mimoň, à 27 km de Česká Lípa, à 29 km de Liberec et à 103 km de Prague.

## Source
- (cs) Cet article est partiellement ou en totalité issu de l’article de Wikipédia en tchèque intitulé « Hamr na Jezeře » (voir la liste des auteurs).